# 19。
『19。』（じゅうきゅう、じゅうく）は、nakaによる日本の漫画作品。ピッコマ、コミックシーモアほかで、2023年11月から連載中。

## 概要
作者のnakaによると、連載開始時点から遡って「10年ほど前」にWebで描いていた漫画のリメイク版。
連載開始時はコミックシーモアでの先行配信が行われていたが、2025年2月よりピッコマで先行配信となっており、他サイトに比べて概ね1ヵ月ほど早く読むことができる。
タイトルの読み方は「じゅうきゅう」、又は「じゅうく」のどちらでもよく、作者のnakaによれば「じゅうきゅう」と呼んでいる読者が多い印象とのこと。

## あらすじ
小さな頃より自分だけが見える不思議な「糸」に視界を奪われている真山尚人。手元に絡みつくその糸は消えることがなく、担任教師や同級生、親など、彼を取り巻く世界と日々人に絡みつき覆い隠している。
あるとき、下駄箱や机、持ち物などに傷を付けられるいじめ被害にあった真山は犯人と噂されるクラスメートの梶佑介、昇降口で偶然再会した幼稚園時代の幼馴染だった安堂瑞樹と交流を始めた。

2人との日常や瑞樹の友人となった同級生の佐藤麻耶、瑞樹の兄である安堂裕太との出会いを通じ、自身の視界を奪う不思議な糸の正体を解き明かすべく真山は自身の過去と向き合い、糸に絡められた人々と対話をしていくのだが――。

## 登場人物

### 主要人物
真山尚人
本作の主人公で高校1年生。黒髪に眼鏡を掛けた少年で、幼少期より自分にしか見えない不思議な「糸」に視界を奪われている。主に人間を中心に絡みついており、大人ほど糸の量が増えてクラス担任に至っては黒い糸の塊としか認識でない。力付くで引き千切ることやハサミなどで切断することはできず、相手が人間であれば映画館のスクリーン越しでも糸が出現するため映像作品はアニメしか観ることができない。父親のみ背景色の糸に包まれているためあたかも透明人間のようになっており、真山の視界では洋服が中に浮かんで動いているように見える。
瑞樹のことを「安堂」と呼び、幼稚園時代は彼女の複雑な家庭環境を幼いながらに察するも自宅まで遊びに行ったことがあるなど幼馴染として付き合いがあった。高校入学後に再会し、自身のいじめを解決したいと助力を申し出た彼女の真意を見抜いた上で「猫かぶり」をやめるように助言し、瑞樹が心から笑えるキッカケを作るも、彼女の言うところの「友達のフリ」に巻き込まれて暴走気味なテンションに梶とともに翻弄されつつも交流を深めている。クラスメートの梶とは彼の自身に対する刺々しい態度や言動からいじめの犯人という噂が立つも、そうではないことを悟り、対話をすることでいくらか穏やかな関係を築いた。
同学年の佐藤麻耶とは瑞樹に紹介される形で出会ったが、彼女が糸が原因で失声症を患っていることに気付くと、「口の中に詰まったワカメを取った」と偽り、彼女の歯に引っかかっていた糸を取って声を回復させた。その後は麻耶から仄かな恋心を抱かれるも気付いておらず、逆に前向きになった彼女と停滞している自分を比べて焦燥感を抱かされるが、「キッカケをくれたのは真山くん」だと言われたことで反省し、改めて麻耶と向き合おうとするもその瞬間に全身が糸で覆い隠されてしまう。このショックもあって、家庭教師で瑞樹の兄でもある安堂裕太に協力を仰ぎ、不思議な「糸」の謎を解き明かそうと行動を起こし始める。

安堂瑞樹
真山の同級生で、幼稚園時代の幼馴染。実父とその浮気相手との間に生まれた私生児で父親が実母と離別したことから本妻へと養育を丸投げされた。父親の本当の家庭で暮らすことになり、義母も姉も実の家族と変わらず接してくれたが瑞樹自身は気まずさが払拭できず、2人からの好意や気遣いも腫れ物扱いされているようにしか感じられなかった。そのため、家でも学校でも自分を偽って生きており、愛想笑いばかりで周囲に合わせる生活に疲れていた。そんなとき真山と再会し、いじめにあっているらしい彼のとばっちりを食うことで登校を拒否するつもりだったが迷っており、それを真山に見透かされて巣を見せた瑞樹に対して「お前、そのままの方がいいと思うぞ」と声を掛けられたことで、猫かぶりをやめて本心から笑うようになった。
その後は梶も巻き込んで真山と「友達のフリ」を始めたり、クラス外の友人として佐藤麻耶と仲良くなったり、余所余所しかった家族に対しても相応に甘えるようになったが、周囲に合わせることをやめたことで反感も買うようになり学内での立場は微妙になってしまう。兄である裕太からは素の瑞樹は「万人には受け入れられない」と評されている。麻耶の真山に対する恋愛的な好意には気付いているが、協力する気も邪魔する気もないといい、それでいて真山が自分とつるむのをやめる可能性を察すると前言を撤回するなど底の見えない態度をとる。
中学時代は陸上部に所属していたが、あくまで友人である千里の付き合いで始めたことやきつい練習、部内の上下関係などに参ってしまい、高校時は怪我を理由に入部を拒否している。しかし、部活中には手を抜いていたこともあり脚は現役の陸上部よりも速く体育祭のリレーに駆り出されたりと完全に吹っ切ることはできていない。本人曰く、才能あふれるカモシカの脚。反面、学業成績はテストの結果が20点と壊滅的で義母も三者面談で大きなため息を吐いてしまうなど前途多難。
長く嘘を付いてきたことから他人の付く嘘を見抜くことができるも、嘘以外の心の機敏、特に自分自身への視線や感情には鈍感な部分もある。

梶佑介
真山のクラスメートで、常に不機嫌そうな表情を浮かべており敬語ながら言動も刺々しい。中学時代にいじめに遭っており、教師からもいじめられた自分を非難するような説教をされたことや、当時の友人だった藤原ともすれ違いを起こしたことから周囲にキツイ態度を取りがちで、特に昔の自分とダブって見えた真山にはそれが顕著だったことからいじめ疑惑へと繋がっていく。実際はいじめとは無関係で真山のことは単に嫌いなだけだったが、彼からずっと欲しかった「お前は悪くないよ」という言葉を貰って以降は少なからず穏やかな性格となり、瑞樹による「友達のフリ」にも付き合っている。
小中学校時代に少なくとも一度ずつ入院経験があり、高校入学後も薬を飲んでいることから持病持ちであることが示唆されているが具体的な病名は不明。
顔立ちが良いことから女子にモテる傾向にあり小学校時代は所謂人気の男子だったが、そのため仲良くしていた女子が他の女子グループから嫌がらせを受けるようになってしまい入院から復学後には不登校になったことを悔やんでいる。現在も優しく接した隣家の女の子に好かれたりしている。

### 主要人物の親族
安堂裕太
瑞樹の兄で異母兄妹。真山の父親が勤める大学に通っている。放浪癖と酷い浮気性を持つ父親を「おっさん」と呼んで他人行儀に面白がっていたが、そのおっさんが家に置いていった突然できた妹の瑞樹との関係に長年思うところがあり、家族として打ち解けようとしない瑞樹と、気遣う母や姉とのやり取りを間近で見続けたことから家が嫌いになり大学入学を機に家を出た。しかし、母親の留守中に瑞樹の様子を見るように姉から言われたため一時帰宅。そこで真山と梶の姿を見かけて興味を持った。妹の友人が大学の先生の息子であることを知り、自身の興味と真山父に頼まれる形で家庭教師として真山宅を訪れる。
性格としては正論ばかり口にするため高校時代は同級生から好かれておらず、大学生となった今も真山には当初ふてぶてしい態度を取っていた。洞察力にも優れており、真山の視界に何か別のものが映っていることを悟った最初の人物で、そうしたことから彼の相談を受けるようになる。真山に対しては妹の瑞樹が劇的に変わるキッカケをくれた相手として恩義を感じており、瑞樹の事情を打ち明けるなどしている。

真山父
真山の父親で、大学に努めている。真山が幼少期の時に妻と死別し、以来、息子を男で一つ育ててきたが遠慮がちな性格に育ちコミュニケーションが不足していることを気にしているが、彼が不思議な「糸」に悩んでいることには気付いていない。真山と同じ高校のOBに辺り、同じ学校への進学を勧めた。息子の担任である老教師は現役時代の自身の担任でもあり、苦手意識があるのか三者面談の際は普段のクールな態度とは打って変わって激しく動揺していた。
息子からは背景色の糸に包まれているためあたかも透明人間のように映っているが、実際は眼鏡を掛けた男性。

### 学校の人々
佐藤麻耶
瑞樹がクラス外で作った友人で、自慢するために真山と引き合わせた。登場当初は原因不明の失声症を患っており、声が出せないためスケッチブックに文字を書いて他者とのコミュニケーションを取っていた。そのため登校しても図書室と保健室を行ったり来たりしているような学校生活を送っており、梶曰くうるさくて性格の悪い女子から陰口の対象となっていた。しかし、彼女の口から糸が出ているのを見た真山が歯に引っかかっていた糸を取り除いたことで喋れるようになり、後にクラスへも復帰することとなる。この出来事から真山に好意を抱くようになり、話し掛けようと努力していた。
真山が麻耶の口から出た糸に興味を持って再び会おうと考えた際、瑞樹から理由は「顔か？」と聞かれたり、最初に紹介された際に「可愛いでしょ？」と言われていたことから作中では所謂美少女のポジションであり、真山自身も麻耶の笑顔を好ましく思っている。クラスに復帰する際、真山との会話の最中に彼の視界においては全身が糸で覆われてしまい、以降、真山からは存在が気付かれなかったり、視線が合わなくなったりしてしまう。やがて、真山が自分を「見えていない」ことに気付き、理由は聞かずに自分と視線が合う角度を教えた。

森屋千里
瑞樹の小学校学時代からの友人で、高校でもクラスメート。性格は情緒不安定で嫉妬深く、執着心が強くて距離の詰め方が急な所謂メンヘラで、千里本人も思ったことをすぐ口にしてしまうことは自覚している。負けず嫌いでもあり、中学時代に足が遅いのをバカにされたことから陸上部に入部、話を合わせた瑞樹も入部する羽目になってしまった。瑞樹の親友を自認していたが、彼女が本来の性格や笑顔を自分に見せていなかったことに動揺し、瑞樹が笑顔で話している真山に嫉妬するようになるも真山自身のことはそこまで嫌いというわけではなく自分自身に対する嫌悪感のほうが強い。但し、真山よりも自分が好きかどうか瑞樹に確認したり、彼女が真山と一方的に喧嘩した際は喜んだりもしている。
麻耶と同じく顔が良く面倒な性格ながらも瑞樹が付き合いをやめなかったのは彼女が面食いだったから。

佐田アキラ
瑞樹のクラスメートでカースト1位の女子。余裕のある性格をしており、千里のメンヘラにも引くことがない。実は梶とは小学校時代のクラスメートなのだが、当時は地味な見た目をしており、本人も積極的に明かそうとしていないことから梶には気付かれていない。今でこそカースト1位の女子に上り詰めているが、小学校時代にいじめを受けて不登校を経験したことがあり、瑞樹以上に周囲の視線や空気に対しては敏感な部分がある。

## 書誌情報
完全なWeb連載であり、単行本もすべて電子コミックで発行されているため紙単行本は存在しない。

### 単行本
- naka『19。』デジカタ編集部、既刊5巻（2025年7月12日現在）
  1. 2024年1月5日 配信開始
  2. 2024年3月14日 配信開始
  3. 2024年6月20日 配信開始
  4. 2024年11月7日 配信開始
  5. 2025年7月12日 配信開始